# TRASK

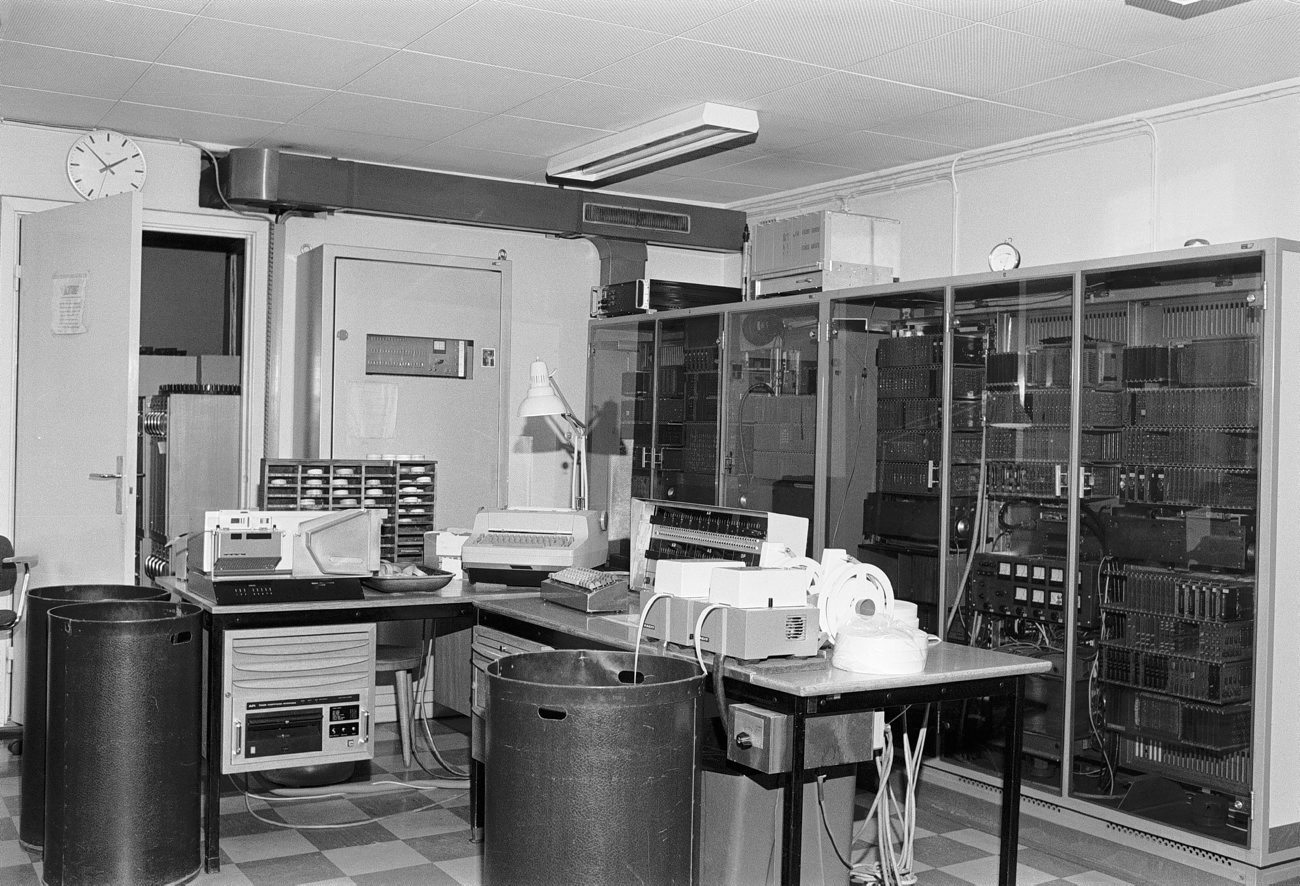
TRASK Transistoriserad sekvenskalkylator

Trask eller TRASK (TRAnsistoriserad SekvensKalkylator) var en halvledarbaserad dator som började utvecklas av Matematikmaskinnämnden från 1960, övertogs och färdigställdes av Datasystem AB och togs i bruk 1965.

## Historia
Matematikmaskinnämnden som utvecklat BESK påbörjade 1960 arbetet med att utveckla en ny halvledarbestyckad dator. Planen var att skapa en snabbare maskin med erfarenheterna av BESK som grund men uppbyggd kring halvledare som sedan transistorn uppfanns 1947 blivit användbara för ändamålet. När Matematikmaskinnämnden upplöstes 1963 var utvecklingen halvvägs och projektet övertogs av Nobelinstitutet för fysik i samarbete med Datasystem AB, Gunnar Hellström och konstruktören Zoltán Horváth. Andra tekniker som deltog i arbetet med TRASK var Lars Arosenius, Erlandsson och Tynell.
TRASK togs i bruk 1965 och användes fram till 1980 då den donerades till Tekniska Museet där den återuppbyggdes och sattes i drift för demonstration.

## Funktionsprincip
TRASK är en heltransistoriserad stordator avsedd för vetenskapliga beräkningar. Bestående av centralenheter i skåp, två Facit ECM-64 karusellminne, Ampex minnesenhet (i 19-tumsrack, stående ovanpå skåpen), remsläsare, remsstansar, skrivmaskin, manöverpanel och skrivbord.
In- och utorgan var:
- Remsläsare (in) 500-1000 tecken/sek. 5-8 kanals remsa
- Magnetband (in och ut)
- Skrivmaskin (ut) ca 10 tecken/sek
- Stans (ut) ca 150 tecken/sek
- Radskrivare (ut) 11 rader/sek, 160 tecken/rad
- Manöverbord (in och ut)

Software och program till maskinen var Algolkompilator, Alfakompilator, Maskinkodskompilator, Operativsystem och ett On-linesystem för experiment. Maskinen kunde också köra diverse standardprogram från BESK.

## Prestanda
Minnet var ett ferritkärnminne på 32 K helord, fördelat på ett direkt adressbart (inre minne) om 2 K helord och ett lagringsminne (yttre minne) om 30 K helord. Minnet var fördelat på åtta oberoende enheter om 4 K vardera, varav sex i huvudstativ och två i separat stativ. Läs/skrivcykel var 5 mikrosekunder (hela minnet). Maskinen använde ordlängden 40 bitar/helord (ungefär 11 decimala siffror). Till maskinen användes också två karusellminnen, Facit ECM-64.
Aritmetiken utgjordes av en fixpunktsräkning i 40 bitar, flytande räkning (inbyggd) i 32+8 bitar, varav 32 för additionstid, i flytande räkning, ca 10 mikrosekunder. Maskinen utförde ca 100 000 operationer/sek. Talrepresentationen var rent binär med basen 16.

## Användning

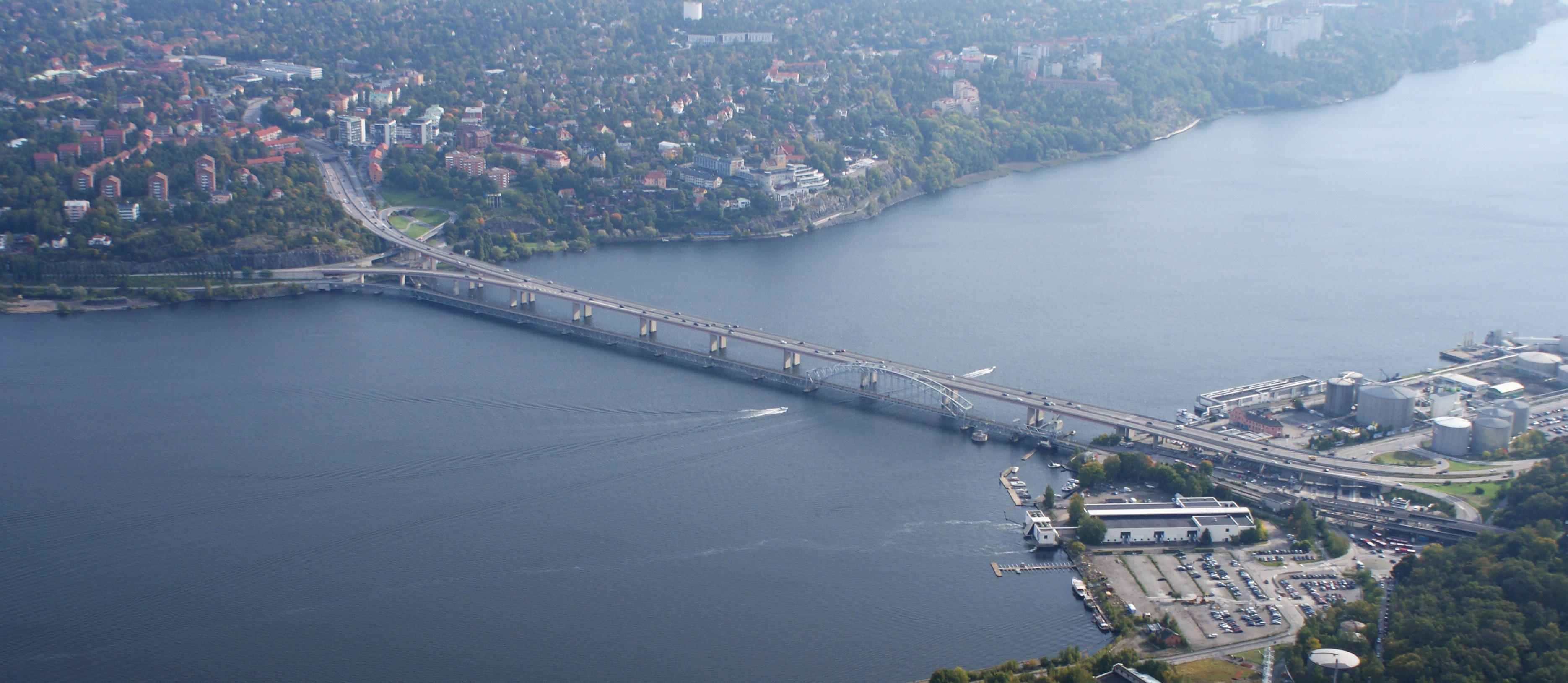
Lidingöbron sedd från helikopter, september 2012. TRASK användes för beräkningar vid konstruktionen.

Förutom Nobelinstitutets egna beräkningar utfördes även arbete för externa kunder. Nobelinstitutet blev sedan Forskningsinstitutet för Atomfysik (AFI) som kom att disponera halva körtiden. TRASK användes för att analysera komplexa gamma-spektra från on-line experiment vid AFI's acceleratorer. TRASK kom även att användas för koincidensexperiment där två samtidiga händelser (gamma-kvanta) lagrades på magnetband för senare två-dimensionell analys. Detta skedde i huvudsak på natten, medan TRASK på dagtid bland annat användes för att beräkna brytningsplaner för gruvan i Kiruna och att göra beräkningar för Nya Lidingöbron i Stockholm. TRASK var konstruerad för att kunna köra program från BESK och många av dess kunder kunde istället utnyttja TRASK för beräkningar och analyser.